# AAA-Saison 1947
Die AAA-Saison 1947 war die 26. Meisterschaftssaison im US-amerikanischen Formelsport. Sie begann am 30. Mai mit dem Indianapolis 500 und endete am 2. November in Arlington. Ted Horn sicherte sich wie im Vorjahr den Titel.

## Rennergebnisse
| Nr. | Datum         | Veranstaltung (Rennstrecke)                                          | Meilen | Sieger            | Siegerteam            |
| --- | ------------- | -------------------------------------------------------------------- | ------ | ----------------- | --------------------- |
| 01  | 30. Mai       | International 500 Mile Sweepstakes (Indianapolis Motor Speedway) (O) | 500    | Mauri Rose        | Deidt-Offenhauser     |
| 02  | 08. Juni      | Milwaukee 100 (The Milwaukee Mile) (UO)                              | 100    | Bill Holland      | Wetteroth-Offenhauser |
| 03  | 22. Juni      | Langhorne 100 (Langhorne Speedway) (UO)                              | 100    | Bill Holland      | Wetteroth-Offenhauser |
| 04  | 04. Juli      | Atlanta 100 (Lakewood Speedway) (UO)                                 | 77     | Walt Ader         | Adams-Offenhauser     |
| 05  | 13. Juli      | Bainbridge 100 (Bainbridge Fairgrounds) (UO)                         | 90     | Ted Horn          | Horn-Offenhauser      |
| 06  | 27. Juli      | Milwaukee 100 (The Milwaukee Mile) (UO)                              | 100    | Charles van Acker | Stevens-Lencki        |
| 07  | 17. August    | George Robson Memorial (Good Time Park) (UO)                         | 100    | Tony Bettenhausen | Stevens-Offenhauser   |
| 08  | 24. August    | Milwaukee 100 (The Milwaukee Mile) (UO)                              | 100    | Ted Horn          | Horn-Offenhauser      |
| 09  | 01. September | Pikes Peak Auto Hill Climb (BR)                                      | 12,42  | Louis Unser       | Maserati              |
| 10  | 28. September | Springfield 100 (Illinois State Fairgrounds) (UO)                    | 100    | Tony Bettenhausen | Stevens-Offenhauser   |
| 11  | 02. November  | Arlington 100 (Arlington Downs Raceway) (UO)                         | 100,89 | Ted Horn          | Horn-Offenhauser      |

- Erklärung: O: Oval, UO: unbefestigtes Oval, BR: Bergrennen

## Fahrer-Meisterschaft (Top 10)
| 1. | Ted Horn          | 1920  |
| 2. | Bill Holland      | 1610  |
| 3. | Mauri Rose        | 1000  |
| 4. | Charles van Acker | 770   |
| 5. | Rex Mays          | 765,7 |

| 6.  | Tony Bettenhausen | 676,8 |
| 7.  | Walt Brown        | 650   |
| 8.  | Emil Andres       | 575   |
| 9.  | George Connor     | 560   |
| 10. | Paul Russo        | 545   |